# راهنمای اسلو
راهنمای اسلو (به انگلیسی: Oslo Manual) توسط سازمان همکاری اقتصادی و توسعه تنظیم شده است و دومین دستورالعمل از خانوادهٔ فراسکاتی است. (۱)
راهنمای اسلو کار مشترک یورواستات (کمیسیون اروپا) و سازمان همکاری اقتصادی و توسعه است و از جمله راهنماهایی به شمار می‌آید که به اندازه‌گیری و تفسیر داده‌های مرتبط با علم، فناوری و نوآوری می‌پردازد. این دستور المعل، رهنمودها و راهنماهایی راجع به فعالیت‌های تحقیق و توسعه، شاخص‌های جهانی شدن، ثبت اختراعات، جامعه اطلاعاتی، منابع انسانی علم و فناوری و آمارهای فناوری زیستی، حاکمیت مشترک، اقتصاد اطلاعات و چالش‌های ناشی از سالخوردگی جمعیت، ارائه می‌دهد. (۲)
این دستورعمل، با هدف ارائه شاخص‌ها و رهنمودهایی برای سنجش و ارزیابی نوآوری تدوین شده است و راهنمایی برای گردآوری و تفسیر اطلاعات نوآوری به شمار می‌رود. «دستورالعمل اسلو» همهٔ فعالیت‌های نوآورانه، مشتمل بر تمام مراحل عملی، فناوری، سازمانی، اداری و تجاری را که در عمل به اجرا و راه اندازی نوآوری می‌انجامد در برمی گیرد و موارد زیر را تحت پوشش قرار می‌دهد:
1. نوآوری در مشاغل بنگاه‌های تجاری و بازرگانی
2. نوآوری در سطح مؤسسه‌ها
3. اشاعه تا حد نو بودن برای مؤسسه
4. چهارنوع نوآوری تولید، فرایند سازمان، بازاریابی.

۱۳ شاخص مهمی که در «دستورعمل اسلو» معرفی شده است، برای اندازه‌گیری نوآوری به کار می‌رود. ین شاخص‌ها در قالب منابع انسانی، خلق دانش، پروانه‌های ثبت اختراع، انتقال واشاعهٔ دانش و بازارها و خروجی‌های مالی نوآوری قابل دسته‌بندی اند. (۱)
هدف این راهنما فراهم کردن رهنمودهایی برای گردآوری و تفسیر داده‌هایی در مورد نوآوری است. یکی از دلایل گردآوری داده‌های نوآوری درک بهتر نوآوری و ارتباط آن با رشد اقتصادی است. هدف دیگر راهنما ارائه شاخص‌هایی برای محک عملکرد ملی است. این کار هم بر سیاست گذاری‌ها تأثیر می‌گذارد و هم مقایسه‌ها را در سطح بین‌المللی ممکن می‌سازد. (۲)